# Ferrovie nordamericane

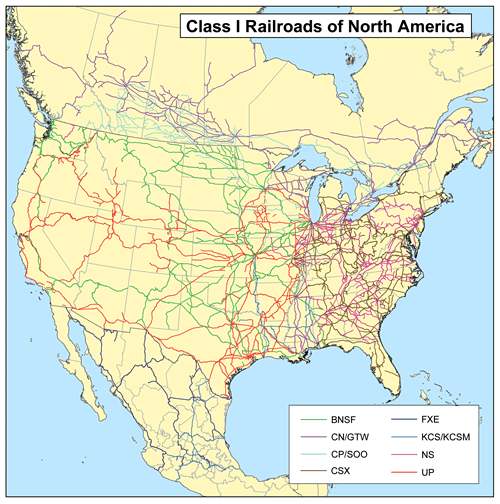
Ferrovie di classe I in Nord America nel 2006.

Rispetto all'Europa, e in parte al resto del mondo, le ferrovie in Nordamerica hanno sviluppato e detengono caratteristiche proprie e quasi uniche, sebbene siano entrate dalla fine della seconda guerra mondiale in un costante declino e ridimensionamento.

## Caratteristiche
L'immensità e la scarsa densità di popolazione del Nord America rendono le ferrovie adatte al trasporto delle merci sulle lunghe distanze, sia per la facilità di movimentazione che per i bassi costi rispetto ai camion. Di contro il servizio passeggeri, che pure fino a tutta la prima metà del XX secolo aveva costituito il mezzo predominante di trasporto su medie e grandi distanze, è rapidamente diminuito fino a diventare quasi assente su lunghe distanze a causa della concorrenza aerea, troppo forte per poter mantenere un efficace servizio transcontinentale. Quindi attualmente gli unici servizi svolti con una certa frequenza sono di carattere regionale, anche se nell'Est, dove la densità di popolazione è molto alta, il treno viene utilizzato maggiormente anche per tratte di media lunghezza, come la New York-Boston.
La scarsa densità di popolazione nelle zone occidentali permette di modificare tracciati ferroviari a piacimento a costi assai bassi e senza troppi vincoli sull'andamento del percorso, perché la bassa velocità d'esercizio delle linee (sui 60 km/h in media) non richiede particolari attenzioni all'evitare curve o dislivelli. Inoltre, a causa dell'estensione delle linee, in Nord America è pressoché assente l'alimentazione elettrica, ritenuta troppo onerosa, fatto salvo in alcune zone come il Corridoio Nordest fra Boston e Washington. Questo perché su grandi distanze il costo infrastrutturale (tralicci o terza rotaia, stazioni elettriche di alimentazione cadenzate spazialmente) sarebbe troppo elevato e non accettabili le perdite di potenza derivante da lunghe linee di alimentazione.
Con l'eccezione di Amtrak, compagnia federale nata negli anni settanta del XX secolo proprio per garantire un servizio passeggeri di base in condizioni ormai non più remunerative per le compagnie private, tutte le grandi compagnie ferroviarie statunitensi sono private e si occupano ormai esclusivamente del traffico merci.
Negli Stati Uniti si possono identificare tre zone d'operazione:
- la zona Est, fra l'Oceano Atlantico e il Mississippi;
- la zona Centrale, lungo la valle del Mississippi;
- la zona Ovest, dal Mississippi all'Oceano Pacifico.

Questi sono gli operatori principali:
- nell'Est principali operatori sono CSX Transportation e Norfolk Southern Railway;
- nell'Ovest operano BNSF Railway e Union Pacific Railroad;
- sulla direttrice del Mississippi ci sono Grand Trunk Corporation e Kansas City Southern Railway. Queste due compagnie fra l'altro si estendono ben oltre gli Stati Uniti: la prima difatti fa anche da Transcontinentale del Canada, mentre la seconda si estende in Messico attraverso la controllata Transportación Ferroviaria Mexicana.

In Canada viceversa tutte le grandi compagnie si estendono fra i due oceani e attraversano lo spartiacque continentale.

## Storia

### L'Ottocento

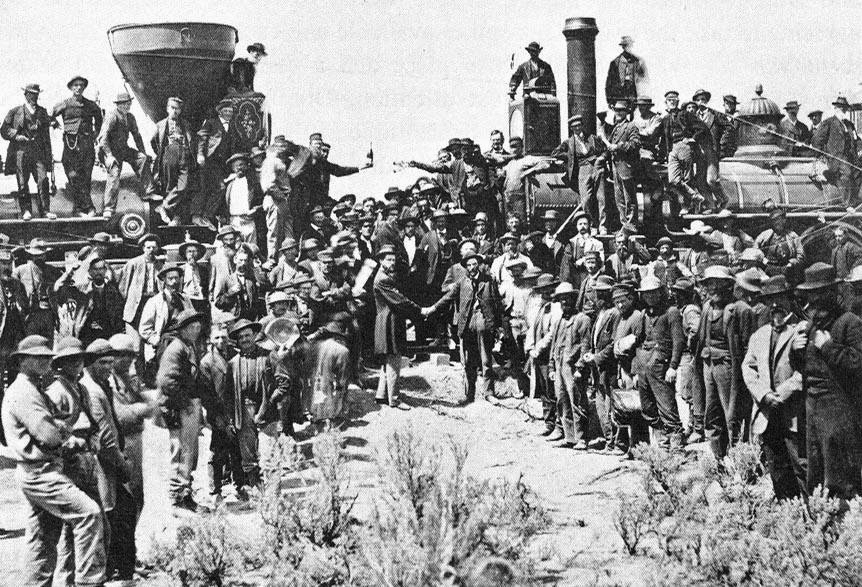
L'incontro fra il ramo Est e quello Ovest della prima Ferrovia Transcontinentale nordamericana. Promontory Summit, 10 maggio 1869

Le ferrovie negli Stati Uniti nacquero in seguito alla rivoluzione industriale inglese, e si svilupparono pressoché in contemporanea alla Gran Bretagna. Sfortunato pioniere americano del mezzo a vapore fu il colonnello John Stevens, che costruì nella sua fattoria un circuito ferroviario, sul quale si muoveva a 19 km/h una macchina a due assi; l'esperimento non ebbe tuttavia seguito. Peter Cooper nel 1830 costruì la Tom Thumb (Pollicino), usando come tubi bollitori le canne di fucili: tale mezzo sfidò un carro ippotrainato su un binario parallelo alla strada fra Baltimora e Ellicott's Mills. La macchina a vapore perse a causa di una rottura, ma la febbre per il treno si stava diffondendo. Nel Carolina del Sud la The Best Friend of Charleston di Horatio Allen trasportava pochi mesi più tardi 40 persone a 32 km/h. In pochi anni nella giovane nazione nacquero le prime compagnie ferroviarie, imprese private e non statali, che nel 1850 già gestivano quasi 15.000 km di linee. E mentre sulla Costa Orientale si sviluppavano le grandi e capillari reti ferroviarie tuttora esistenti, già si pensava di unire la Costa Occidentale tramite una ferrovia transcontinentale. La Guerra di secessione dimostrò infine inequivocabilmente le potenzialità della rete ferrata: nuove linee vennero costruite appositamente in quei tragici anni per rifornire le truppe al fronte.
Dal 1860 al 1880 ci fu un boom nella costruzione di ferrovie: le miglia di binari funzionanti negli Stati Uniti triplicarono da trentamila a novantamila. Poiché le scelte sul tracciato potevano significare la fortuna di una zona e la rovina di un'altra, le contee e gli Stati fecero a gara per ottenere la via ferrata, tramite concessioni di terreni pregiati, spesso elargiti in concorrenza. La maggior parte di queste terre non sarebbero state di nessun valore finché le zone non si fossero adeguatamente popolate e avessero prodotto merci da trasportare, e così le nuove società ferroviarie promossero la colonizzazione nei territori che attraversavano le loro linee, perché nuovi centri abitati significavano aumento dei passeggeri e apprezzamento dei terreni demaniali che le compagnie avevano incamerato.
Il popolamento della vasta regione compresa tra il Missouri e il Pacifico fu il risultato più importante delle ferrovie transcontinentali, che funsero da richiamo per gli immigrati dell'Est americano e dell'Europa in cerca di fortuna. Migliaia di manovali delle ferrovie ottennero i diritti di proprietà su appezzamenti di terra, per divenire coloni permanenti appena la via ferrata fu in esercizio. La popolazione degli stati centrali e nordoccidentali crebbe a dismisura: nel Kansas e nel Nebraska i residenti si moltiplicarono per sei in soli vent'anni, lo Utah triplicò i suoi abitanti nello stesso periodo, mentre il nuovo Stato del Colorado li decuplicava.
Unite le due coste nel 1869, le ferrovie nordamericane andavano ad assumere gli assetti che poi le avrebbero caratterizzate anche nel XX secolo. Le compagnie ferroviarie erano private, ognuna costruiva i propri binari e gestiva i propri treni. Le reti ferroviarie potevano essere interconnesse, e una compagnia poteva passare sulla rete dell'altra previo pagamento di pedaggio. Questo comunque non avveniva fra compagnie in diretta concorrenza fra loro, in alcuni casi si giunse all'assurdo di duplicare le linee per danneggiare la concorrenza: la norma era comunque che ogni tratta trafficata fosse servita da più di una compagnia, e si arrivava addirittura ad avere sei compagnie che gestivano la cosiddetta Water Level Route fra New York e Buffalo, quindi verso i Grandi Laghi (cioè Chicago e Cleveland, e il "West").
Le compagnie ferroviarie applicavano distinte tariffe merci a seconda del luogo in cui si offriva il servizio: nelle zone in cui esistevano diverse linee ferroviarie le società private combattevano a suon di ribassi la battaglia per attrarre i clienti, ma si rifacevano con tariffe esorbitanti quando si trovavano in condizioni di monopolio. Il potere esercitato dalle ferrovie occidentali sul territorio che risultava esclusivamente in loro controllo era assoluto: fin quando comparvero le automobili, le compagnie ferroviarie private potevano creare un'industria o rovinare una zona semplicemente diminuendo o aumentando le tariffe per il trasporto del grano o del bestiame. La crisi industriale iniziata nel 1873 indusse molti stati a vietare le sovvenzioni pubbliche alle compagnie ferroviarie e emisero regole stringenti in materia di tariffe. Un'importante sentenza del 1876 sancì che l'interesse pubblico che la ferrovia esercitava obbligava i gestori privati di tale servizio a sottomettersi al controllo statale (la cosiddetta causa Granger).

### La prima metà del Novecento

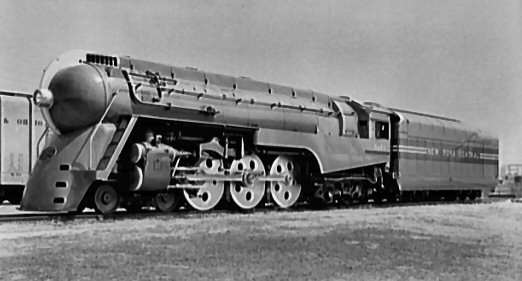
Forse la più bella locomotiva a vapore carenata nordamericana, una bianca J-3a della NYC, con rodiggio Hudson. Il design era di Henry Dreyfuss.

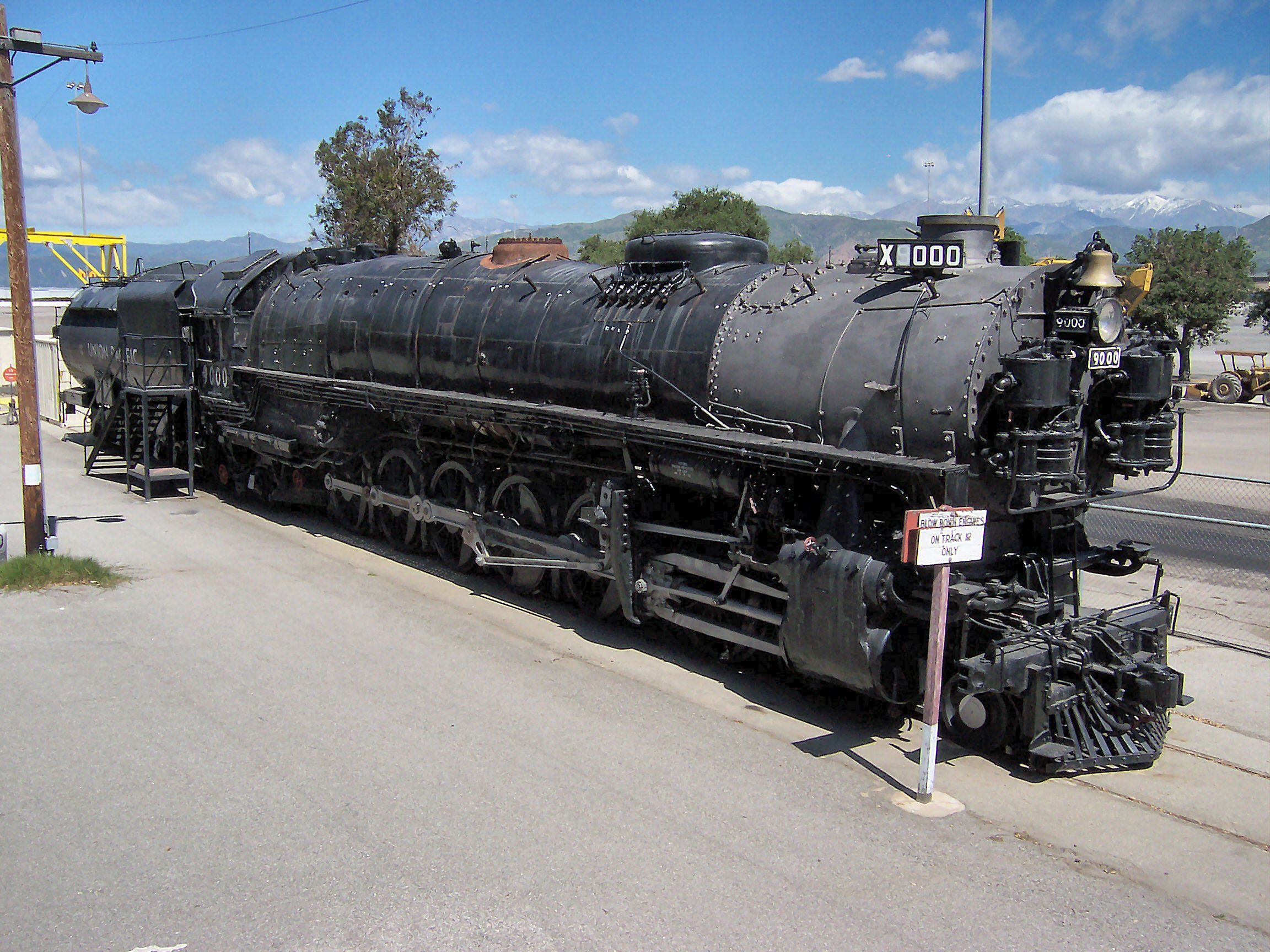
Una locomotiva classe 9000 della Union Pacific Railroad, macchina per treni merci con ben sei assi accoppiati. La vastità del territorio nordamericano richiedeva simili gigantesche macchine.

All'inizio del XX secolo, si contavano circa 200'000 km di linea negli Stati Uniti. Fra le compagnie più in vista e potenti, vale la pena ricordare:
- nel Nord-Est: la Pennsylvania Railroad (PRR), la New York Central System (NYC), e la New York, Chicago & St. Louis (più nota come Nickel Plate Road);
- nella zona della Baia di Chesapeake : la Norfolk and Western (N&W), la Chesapeake and Ohio Railway (C&O), la Baltimore and Ohio Railroad (B&O);
- nella zona Sud-Est: la Southern Railway (SR), la Gulf, Mobile & Ohio Railroad;
- nella zona Nord-Ovest: la Chicago and North Western Railway, Great Northern Railway, Northern Pacific Railway e la Chicago, Milwaukee, St. Paul and Pacific Railroad (più nota come Milwaukee Road)
- nella zona Sud-Ovest: la Atchison, Topeka and Santa Fe Railway (AT&SF), la Union Pacific Railroad (UP) e la Southern Pacific Railroad (SP).

In Canada si erano sviluppate due compagnie rivali, la Canadian National Railway e la Canadian Pacific Railway, che collegavano le due sponde del possedimento inglese.
Va sottolineato che dal 1917 al 1920, per via della Prima guerra mondiale, negli Stati Uniti i trasporti ferroviari furono nazionalizzati e denominati United States Railroad Administration. Tale grande compagnia nazionale immise in servizio moltissime locomotive a vapore, che svecchiarono il parco trazione delle compagnie ferroviarie più piccole.
La grande estensione della rete ferroviaria, con notevoli distanze da coprire, specie per le linee del "West" che dovevano affrontare deserti e le Montagne Rocciose, fecero sì che fin l'industria statunitense fosse all'avanguardia della tecnica ferroviaria, e i tre grandi costruttori di locomotive, ALCO, Baldwin e Lima, ricercassero nuovi processi costruttivi per rendere i propri prodotti più competitivi. Proprio negli Stati Uniti nacquero tutta una serie di rodiggi, dalle pacific (2C'1) alle hudson (2C'2) alle northern (2D'2) per i treni veloci passeggeri, mentre per il traffico misto si imposero le mountain (2D'1) e le Berkshire (1D'2), fino a gigantesche macchine per treni merci quali le Santa Fe (1E'1) e le Texas (1E'2). Inoltre, la soluzione di macchina articolata a doppia espansione (Mallett) negli Stati Uniti ebbe una grandissima diffusione nella sua naturale evoluzione a singola espansione. La sola N&W ebbe circa 400 macchine articolate!
Va detto che tutte le locomotive a vapore nordamericane si presentavano come macchine molto robuste, possenti, con diversi preriscaldatori e iniettori di acqua e di vapore lungo la caldaia, quindi con aspetti poco consueti rispetto alle macchine europee, più equilibrate. Tutto questo perché in Nord America il materiale di trazione doveva rispondere a criteri di robustezza ed affidabilità sia per ragioni economiche che di utilizzo.
Negli anni trenta si impose, fra le compagnie più importanti, le caratteristiche carenature alle locomotive e ai treni ("streamliner"), più per motivi pubblicitari invero che non tecnologici.
Per i treni merci si imposero, soprattutto sui valichi montani, locomotive articolate del tipo Mallett, prima a duplice e poi a semplice espansione. La sola Norfolk and Western ne costruì 227 con rodiggio 2-8-8-2! Totalmente assenti invece le macchine tipo Garratt.

### Dal 1945 ai giorni nostri

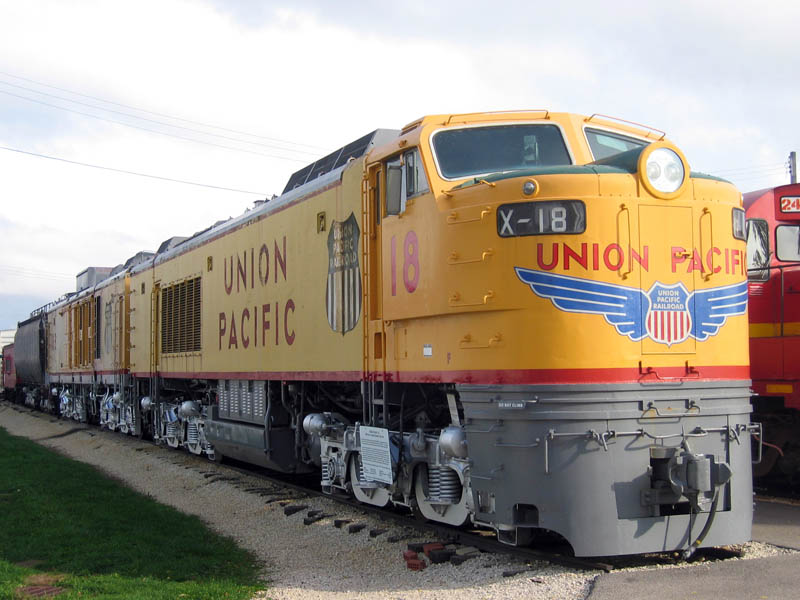
Locomotiva a turbina a gas della Union Pacific conservato all'Illinois Railway Museum. La società ferroviaria gestì, negli anni cinquanta, la più grande flotta di macchine a turbina a gas.

Se con la seconda guerra mondiale il traffico merci toccò il suo apice, ben presto l'età d'oro delle grandi compagnie statunitensi iniziò a scemare. L'affermarsi dell'automobile e soprattutto dell'aereo fece lentamente perdere la necessità di usare i treni, specie per i collegamenti transcontinentali. Di fatto le grandi compagnie passeggeri, come la NYC e la PRR andarono in crisi, mentre a salvarsi furono quelle che trasportavano merci. A partire dagli anni '70 i trasporti passeggeri furono effettuati dalla compagnia governativa Amtrak, poiché economicamente non redditizi. Le compagnie ferroviarie private si limitarono quindi al solo trasporto di merci, iniziando fra loro varie fusioni, terminate con gli assetti tuttora esistenti. Nuove fusioni sono osteggiate, per evitare un monopolio nei trasporti.
In questo stesso periodo, con l'affermarsi della trazione diesel, sono scomparsi all'inizio degli anni cinquanta i tradizionali costruttori ferroviari, sostituiti dalla Electro-Motive Division e dalla GE Transportation Systems (gruppo General Electric).
Al contrario dell'Europa, le elettrificazioni negli Stati Uniti non hanno mai preso piede, salvo in alcune tratte particolari. Questo per motivi di economia di gestione: la trazione elettrica ha dei costi più elevati della trazione con materiale diesel. Ciononostante, la tecnologia ferroviaria in Nordamerica è comunque adeguata ai tempi, in alcuni casi all'avanguardia, come nel controllo mediante GPS dei locomotori in trazione multipla o le ruote sterzanti nei carrelli. Anche le emissioni dei locomotori diesel devono rispondere a normative di inquinamento ambientale.

## Società ferroviarie operanti

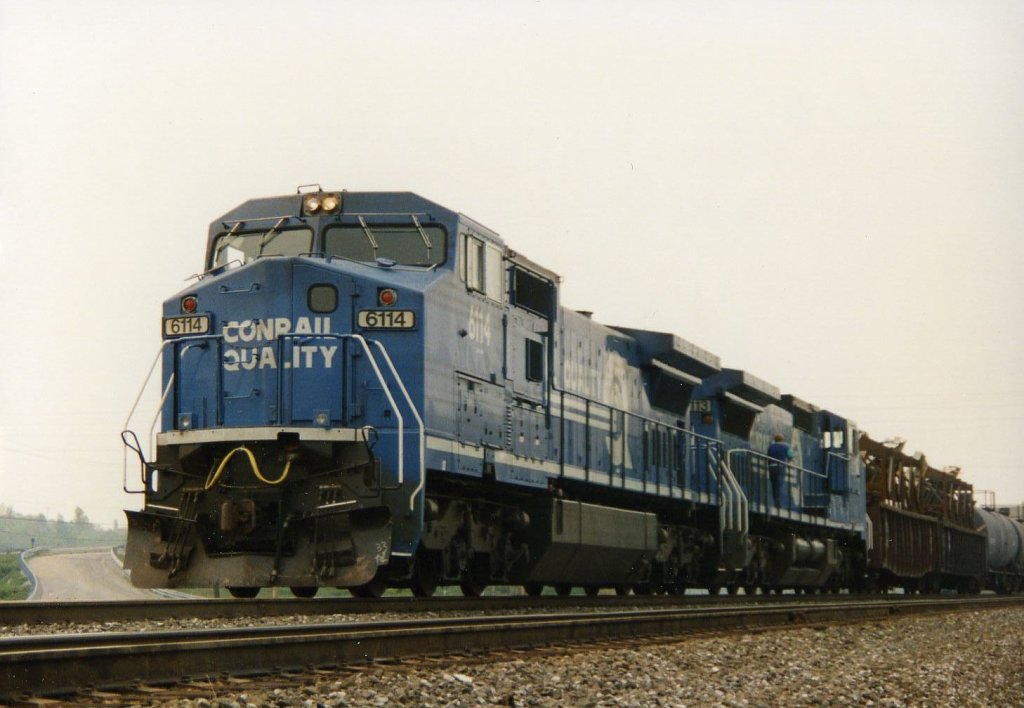
Un'immagine che appartiene al passato: due all'epoca nuovissime GE Dash 9-44CW della Conrail al traino di un merci ad Altoona, Pennsylvania nel 1983. La società è stata smembrata nel 1988 fra NS e CSXT.

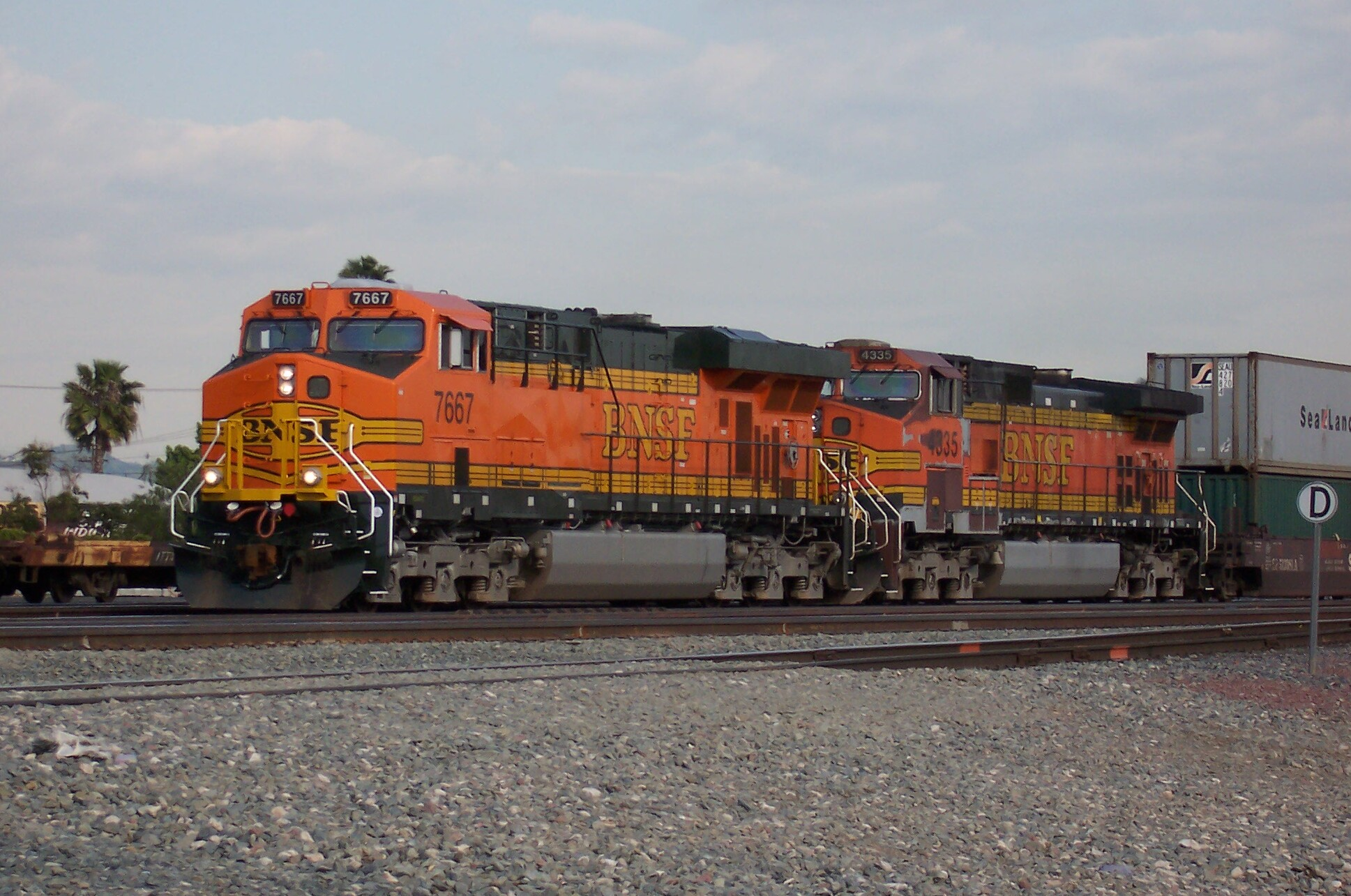
Treno merci della BNSF Railway, società "I Class", al traino di una GE ES44DC e una GE Dash 9-44CW.

Negli Stati Uniti le Società ferroviarie vengono suddivise per "classi", in base ai fatturati. Attualmente, per essere in "I Class" bisogna superare i 319 milioni di dollari. Tali criteri sono attribuiti dall'Association of American Railroads, che è il raggruppamento delle società ferroviarie statunitensi, messicane e canadesi.
Attualmente rientrano in questa categoria le seguenti compagnie ferroviarie:
Stati Uniti:
- Amtrak;
- BNSF Railway;
- CSX Transportation;
- Grand Trunk Corporation (ramo statunitense della Canadian National);
- Kansas City Southern Railway;
- Norfolk Southern Railway;
- Soo Line Railroad (controllata dalla Canadian Pacific);
- Union Pacific Railroad

Canada:
- Canadian National Railway;
- Canadian Pacific Railway;
- VIA Rail

Messico:
- Ferromex
- Ferrocarril del Sureste FERROSUR
- Kansas City Southern de México (ovvero Transportación Ferroviaria Mexicana)

## Società ferroviarie defunte
- Indiana, Bloomington and Western Railway